# Damaroň
Damaroň (Agathis), je poměrně malý (ale v rámci čeledi průměrný) rod nahosemenných dřevin z čeledi blahočetovitých (Araucariaceae), který čítá 21 druhů stálezelených stromů. 
Prastará čeleď blahočetovitých jehličnanů byla v období jury všeobecně rozšířená, dnes je však převážně omezena na jižní polokouli a na jih severní polokoule (Filipíny, Indonésie, Malajsie).

## Popis

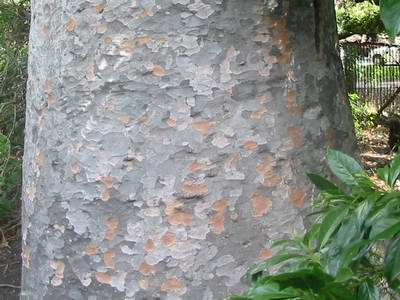
Kůra damaroně mohutné (Agathis robusta) v Královských botanických zahradách v Melbourne (listy dole patří jiné rostlině).

Dospělé damaroně mají charakteristicky mohutné kmeny, které se pod korunou téměř nevětví. Naproti tomu mladé stromy jsou normálně kuželovité. Kulatější a nepravidelně tvarovanou korunu vytvářejí až v době dospívání.
Borka je hladká, světle šedá až šedohnědá, obvykle se loupe v nepravidelných šupinách, jež jsou u starších stromů silnější. Uspořádání větví bývá obvykle vodorovné, v případě mohutnějších větví stoupající. Nejnižší větve po svém odpadnutí často zanechávají kruhové jizvy.
Listy mladých stromů jsou u všech druhů větší a odlišně tvarované než u starších, spíše špičaté, u jednotlivých druhů mají různý tvar od vejčitých po kopinaté. Listy starších jedinců jsou vstřícné, eliptické až čárkovité, velmi kožnaté a poměrně silné. Zpočátku mívají listy červenavý odstín, později bývají tmavě zelené, a když opadnou, zanechávají zřetelné jizvy.
Samčí pylové šišky se obvykle objevují na větších stromech vzápětí po objevení samičích vaječných šišek. Ty většinou vyrůstají na kratších postranních větvích a dozrávají po dvou letech. Obvykle bývají vejčité či kulovité.
Semena některých druhů jsou napadána housenkami primitivních motýlů rodu Agathiphaga.

## Druhy
Zahrnuté druhy
1. Agathis atropurpurea, Queensland, Austrálie
2. Damaroň jižní (Agathis australis) (syn. damaroň australská), Severní ostrov, Nový Zéland
3. Agathis borneensis, Borneo
4. Agathis corbassonii, Nová Kaledonie
5. Damaroň bílá (Agathis dammara syn. A. celebica), Moluky, Filipíny
6. Agathis endertii, Borneo
7. Agathis flavescens, Malajský poloostrov
8. Agathis kinabaluensis, Borneo
9. Agathis labillardieri, Nová Guinea
10. Agathis lanceolata, Nová Kaledonie
11. Agathis lenticula, Borneo
12. Agathis macrophylla (syn. A. vitiensis), Fidži, Vanuatu, Šalomounovy ostrovy
13. Agathis microstachya, Queensland, Austrálie
14. Agathis montana, Nová Kaledonie
15. Agathis moorei, Nová Kaledonie
16. Agathis orbicula, Borneo
17. Agathis ovata, Nová Kaledonie
18. Damaroň filipínská (Agathis philippinensis) Filipíny, Celebes
19. Damaroň mohutná (Agathis robusta), Queensland, Austrálie, Nová Guinea
20. Agathis silbae, Vanuatu
21. Agathis spathulata, Papua Nová Guinea
22. Agathis zamunerae, Patagonie, Argentina

Dříve zahrnuté
přesunuto do rodu Nageia
1. Agathis motleyi – nyní Nageia motleyi
2. Agathis veitchii – nyní Nageia nagi

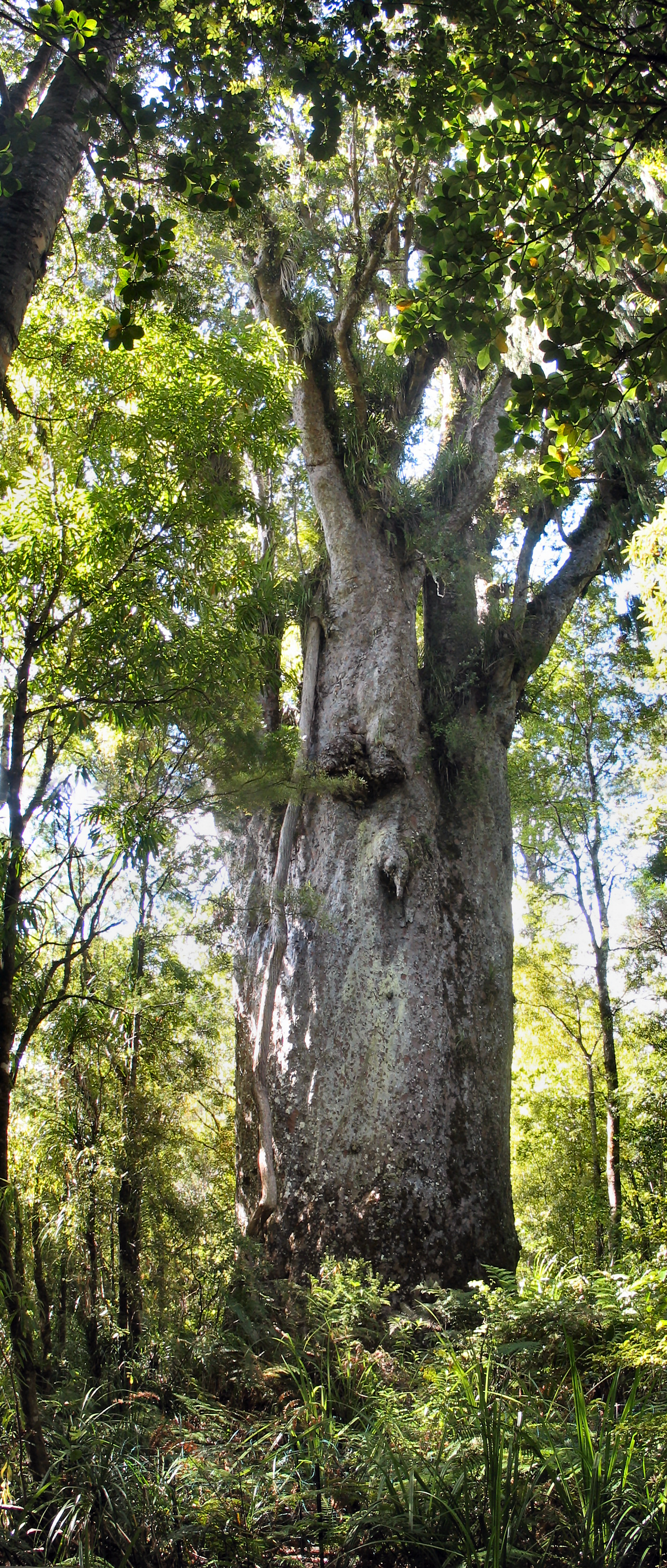
Damaroň zvaná Te Matua Ngahere (Otec pralesa) z novozélandské pralesní rezervace Waipoua je nejstarší damaroní na světě.
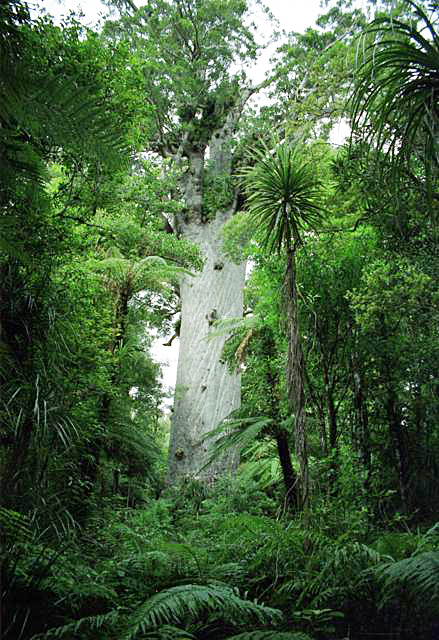
Gigantická damaroň jižní z novozélandské pralesní rezervace Waipoua, jíž Maoři říkají Tane Mahuta (Pán pralesa), je největší damaroní na světě.
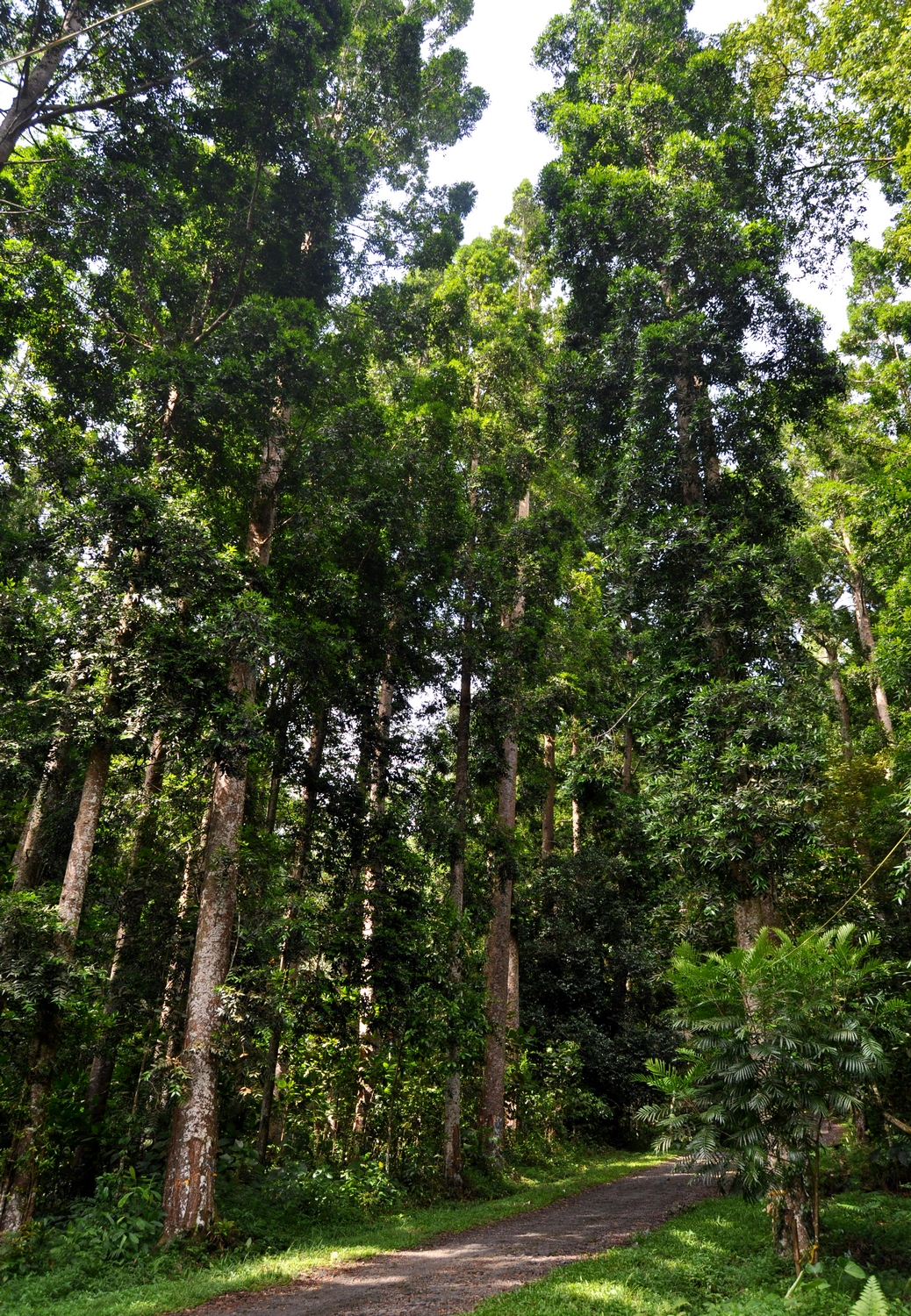
Damaroň bílá
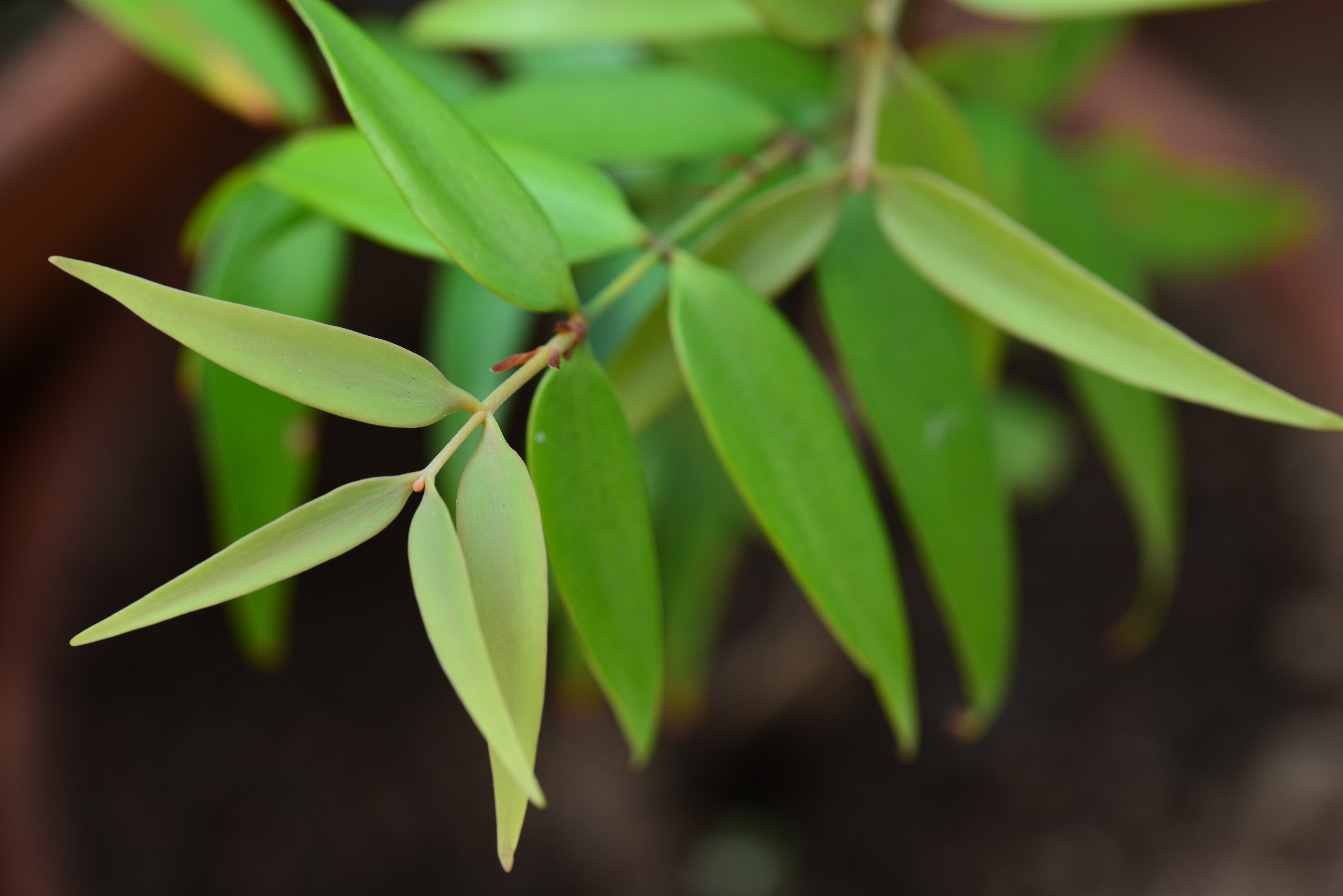
Damaroň filipínská, mladý stromek
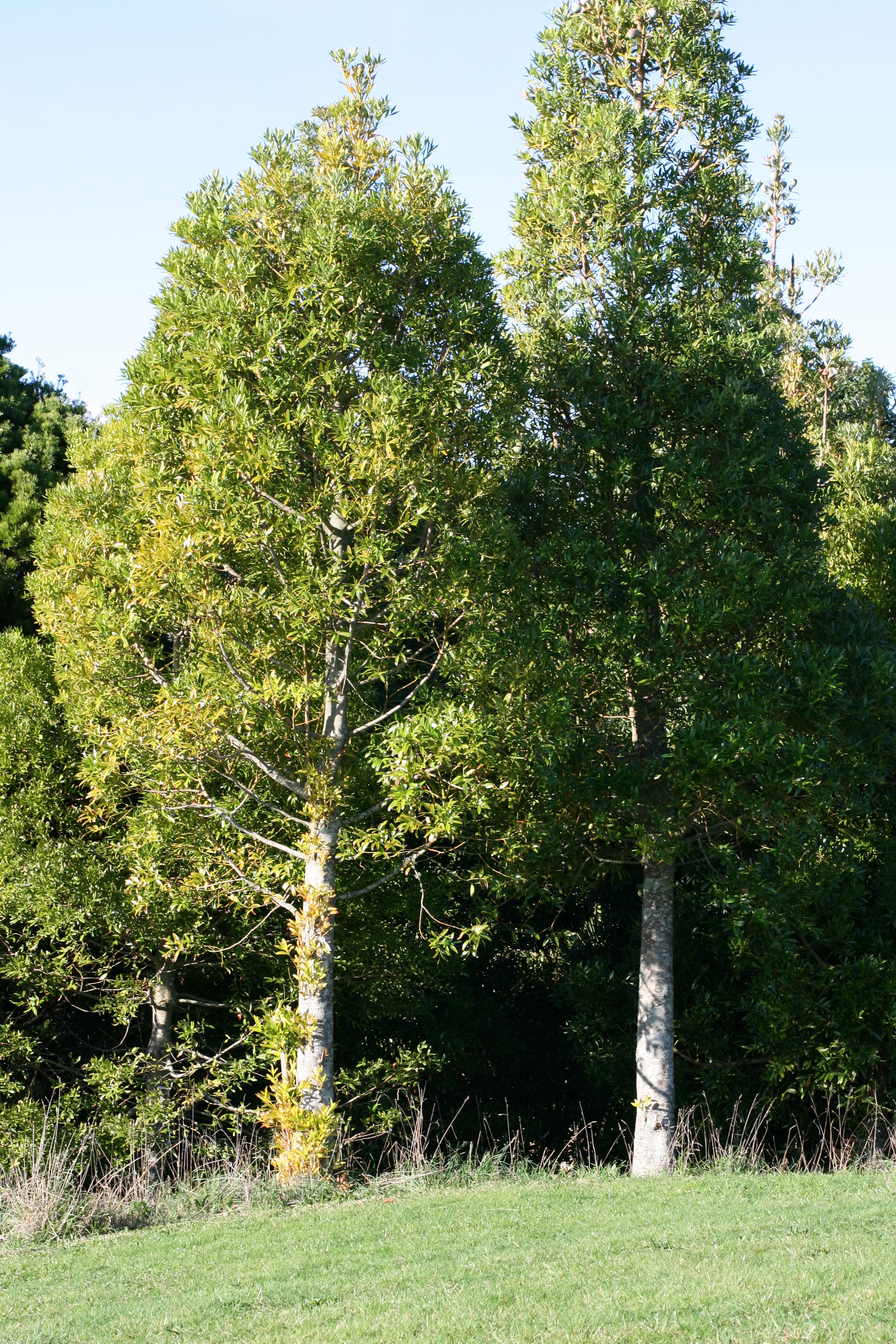
Agathis macrophylla
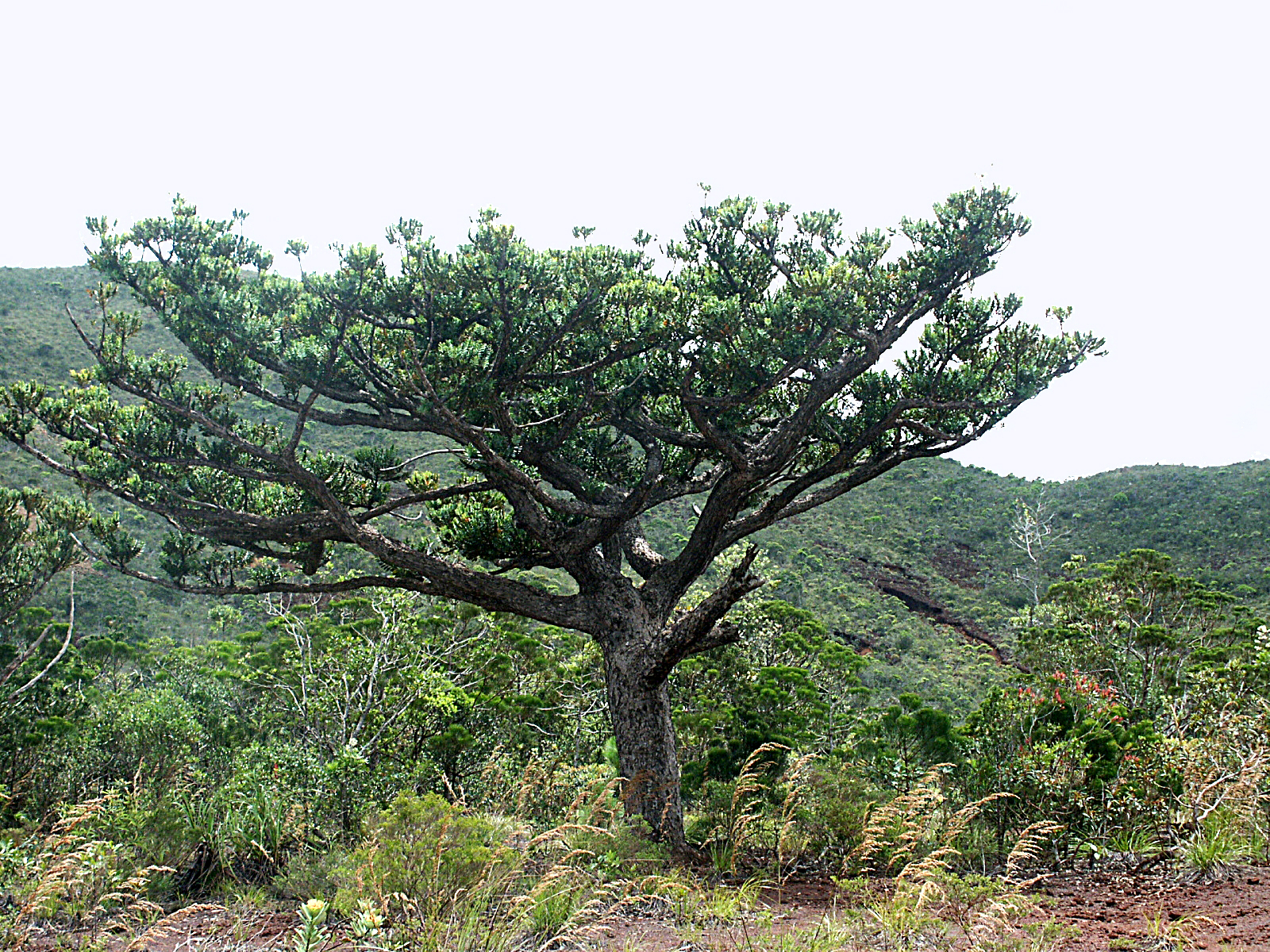
Agathis ovata
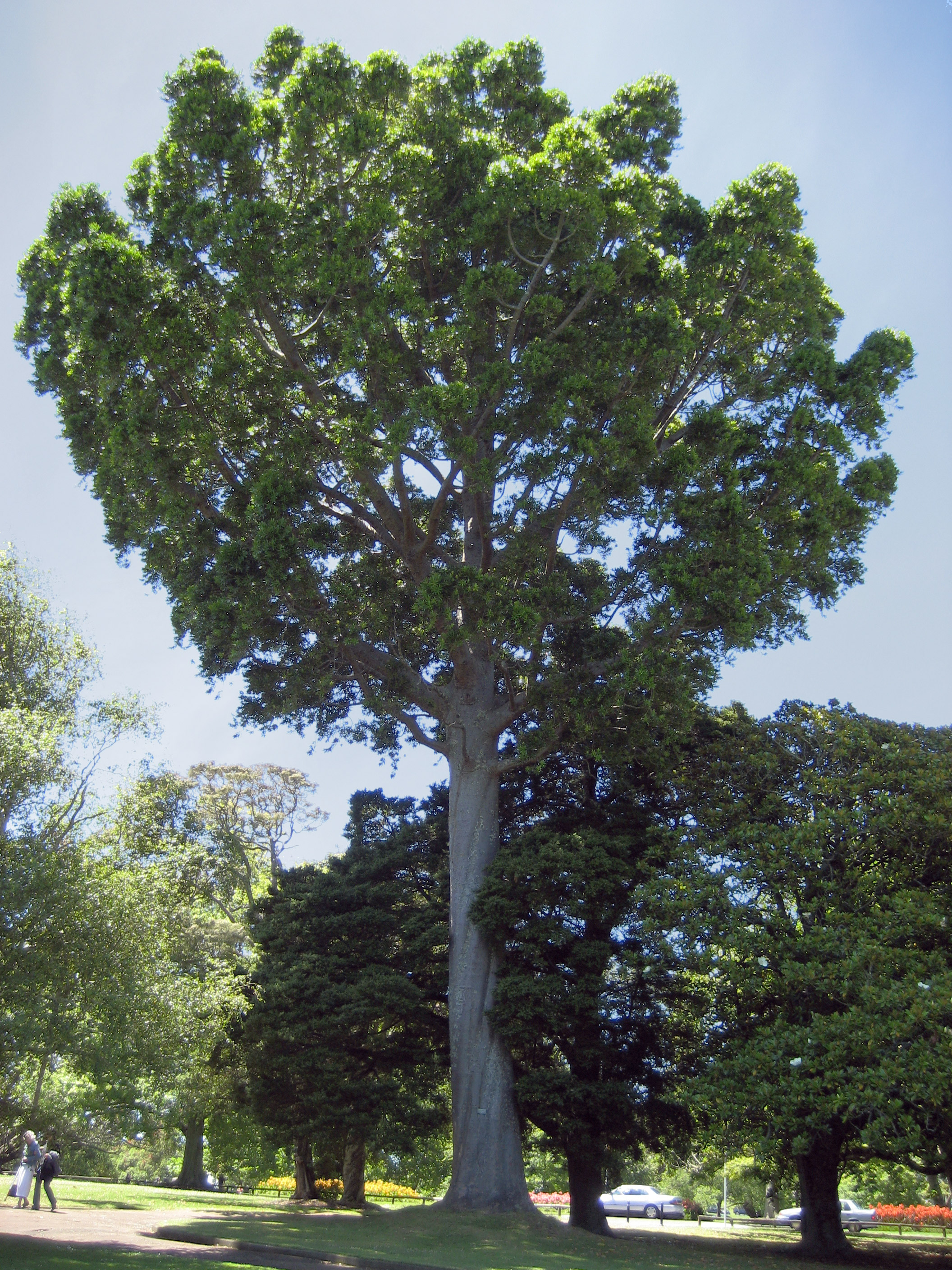
Damaroň mohutná